# Tóth Eszter Zsófia
Tóth Eszter Zsófia (Budapest, 1975. április 2. –) történész, társadalomkutató. Fia, Horváth Sándor Pál 2004-ben született. Az ELTE BTK Történeti Intézet oktatója.

## Életútja
1993-ban érettségizett, és ugyanebben az évben felvételt nyert az ELTE Bölcsészettudományi Karának történelem, illetve magyar nyelv és irodalom szakjaira. 1999-ben történelemből, 2000-ben magyarból szerzett oklevelet. 1996 és 2002 között az ELTE Állam- és Jogtudományi Karának jogász szakát végezte el. 2004-ben summa cum laude PhD fokozatot szerzett az ELTE BTK Gazdaság és Társadalomtörténet doktori programban. Oktatási tevékenységét 2004-től az ELTE BTK Gazdaság- és Társadalomtörténet PhD programjában folytatja.
Fő kutatási területe a második világháború utáni magyarországi társadalomtörténet, nőtörténet. Mikrotörténeti, megéléstörténeti kutatásainak, életútinterjúinak témája közé tartozik mások mellett az anyaság, a nők 1956-ban vállalt szerepe, valamint „a férfias foglalkozásokban dolgozó nők” életmódja az 1945 és 1989 közötti időszakban; 1968 Magyarországon; fogyasztástörténet; pannonhalmi diákélet; kábítószertörténet; 1980-as évek underground; skinheadek; ügynökügyek.
1995 és 1997 között – Horváth Sándorral és Majtényi Györggyel közösen – élmunkások és sztahanovisták történetét kutatta. 1999 és 2004 között az állami díjas női Felszabadulás szocialista brigád mikrotörténetével foglalkozott, majd 2004 őszén szakértőként részt vett a Brigád blues című dokumentumfilm elkészítésében. 2003-ban Grenoble-ban, 2009-ben Bécsben, 2014-ben Drezdában végzett kutatásokat.
A  Múlt-kor szerkesztője.
Online elérhető előadásai:
- Tabu szindróma
- 1956-os lakásfoglalások
- Moszkva tér
- Brigád blues dokumentumfilm
- A nők szerepe 1956-ban

## Publikációi
Néhány fontosabb publikációja:
- A Csepel Vas- és Fémművek munkástanácsainak története, Múltunk (1999) 162-199. o.
- Klió és az oral history, Múltunk (2000) 165-178. o.
- A Magyar Szocialista Munkáspárt Központi Bizottsága Titkárságának jegyzőkönyvei. 1957. július 1–december 31.; szerk. Feitl István, dokumentumgond., bev., jegyz. Horváth Sándor, Majtényi György, Tóth Eszter Zsófia; Politikatörténeti Intézet, Bp., 2000
- Munkástörténet, munkásantropológia, Szerk. Horváth Sándor, Pethő László, Tóth Eszter Zsófia. Budapest: Napvilág Kiadó, 2003
- „Puszi Kádár Jánosnak”. Munkásnők élete a Kádár-korszakban mikrotörténeti megközelítésben, Budapest: Napvilág Kiadó, 2007
- Határtalan nők. Kirekesztés és befogadás a női társadalomban, Szerk. Bakó Boglárka, Tóth Eszter Zsófia, Budapest: Nyitott Könyvműhely Könyvkiadó, 2008
- Kádár leányai. Nők a szocialista időszakban, Budapest: Nyitott Könyvműhely, 2010
- Bajzáth Sándor–Tóth Eszter Zsófia–Rácz József: Repülök a gyógyszerrel. A kábítószerezés története a szocialista Magyarországon; L'Harmattan, Bp., 2014
- Tóth Eszter Zsófia–Murai András: Szex és szocializmus avagy „Hagyjuk a szexualitást a hanyatló nyugat ópiumának”?; Libri, Bp., 2014
- „A politikában és a szerelemben nincs mindig és nincs soha”, Antall József útja a miniszterelnökségig, 1932–1989. Dokumentumkötet. Válogatás; összeáll., jegyz., bev. Tóth Eszter Zsófia; Veritas Történetkutató Intézet–Magyar Napló, Bp., 2015 (Veritas könyvek)
- Antall József és az állambiztonság, szerk., bev. Tóth Eszter Zsófia; Veritas Történetkutató Intézet–Magyar Napló, Bp., 2016 (Veritas könyvek)
- Csömöri hősök. Winkler János és Dömötör Zoltán története; Veritas Történetkutató Intézet–Magyar Napló, Bp., 2017 (Veritas füzetek)
- A rendszerváltoztatás tükörreflexei. Politikustársak, közéleti szereplők emlékezései Antall József miniszterelnök és kormányának munkásságára; szerk., bev. Tóth Eszter Zsófia; Veritas Történetkutató Intézet–Magyar Napló, Bp., 2018 (Veritas füzetek)
- Bajzáth Sándor–Tóth Eszter Zsófia–Rácz József: "Pörögnek a fejemben a filmkockák". Felépülő függők életútjai; ELTE PPK–L'Harmattan, Bp., 2018 (Rendszertan)
- Ceruzavonások Antall József arcéléhez. Levelek és interjúk; vál., szerk., jegyz., tan. Tóth Eszter Zsófia; Veritas Történetkutató Intézet–Magyar Napló, Bp., 2018 (Veritas füzetek)
- Murai András–Tóth Eszter Zsófia: 1968 Magyarországon. Miért hagytuk, hogy így legyen?; Scolar, Bp., 2018
- Tóth Eszter Zsófia–Poós Zoltán: Csemege ajándékkosár. Fogyasztás és zene a Kádár-korszakban; Scolar Kiadó, Bp., 2019
- Apa-történetek; Publio, Hédervár, 2022